# Leonardo Falco Xplorer
Il Falco Xplorer è un aeromobile a pilotaggio remoto prodotto dall'azienda italiana Leonardo, che si inserisce nella classe MALE (Medium Altitude Long Endurance) nell'ambito di missioni di ricognizione, sorveglianza e intelligence.

## Storia del progetto
Il Falco Xplorer è stato presentato al Salone di Parigi-Le Bourget del 2019, in presenza del presidente del consiglio Giuseppe Conte, del presidente della Leonardo Gianni De Gennaro e dell'amministratore delegato Alessandro Profumo. Ha effettuato il primo volo il 15 gennaio 2020 dall'Aeroporto di Trapani-Birgi e susseguentemente è stato impegnato in una fase di test e di certificazione per il volo in spazi aerei non segregati. Nel corso del 2020 il velivolo avrebbe dovuto completare una campagna di voli equipaggiato con una dotazione di sensori integrata con la piattaforma, per poter essere consegnato già nel 2021. Il giorno 22 Ottobre 2020, durante un volo di prova il velivolo ha avuto un incidente ed è stato costretto ad un ammaraggio.

## Tecnica
Il velivolo presenta una lunghezza di 9 m, apertura alare di quasi 19 m e un peso massimo al decollo di 1,3 t. Nella formula aerodinamica il Falco Xplorer segue la linea dei velivoli di stessa categoria, avendo ali dritte con winglet, fusoliera cilindrica, impennaggio a V, motore con elica spingente, la classica gobba nella sezione anteriore ed una carenatura ventrale per il radar.
L'allestimento di base include il radar Gabbiano T80, una torretta elettro-ottica LEOSS, una suite di protezione elettronica SAGE, nonché un sistema di identificazione automatico per applicazioni marittime, tutti equipaggiamenti che possono essere modificati a seconda delle esigenze. La stazione di controllo a terra si basa, invece, sull'esperienza già avuta con il P.1HH HammerHead e rappresenta un'evoluzione del sistema usato per il Falco.
Il velivolo ha una capacità di carico utile fino a 350 kg ed una autonomia che gli garantisce una persistenza in volo di oltre 24 ore a una distanza di 200 km dalla stazione di terra con possibilità di estensione fino a 1.000 km in BLOS (Beyond Line of Sight) grazie al collegamento dati satellitare Remotely Piloted Air System (RPAS), consentendogli operazioni anche molto lontane dalla base di decollo.